# Abraham Cowley

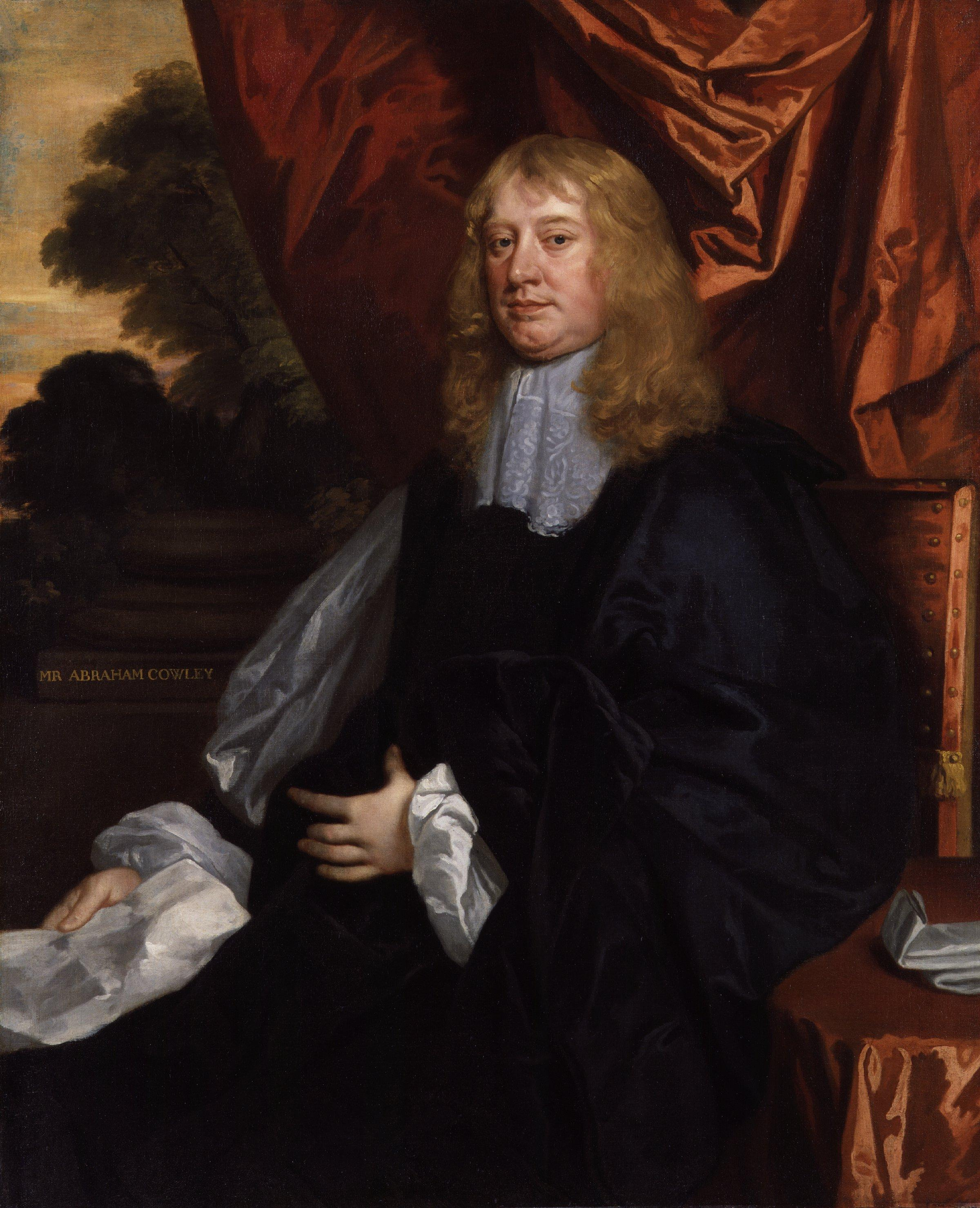
Portret van Abraham Cowley door Peter Lely

Abraham Cowley (Londen, 1618 – Chertsey, 28 juli 1667) was een Engels dichter. Hij werd geboren in een welgesteld gezin, maar zijn vader overleed al voor zijn geboorte. Cowley ontving zijn opleiding aan de Londense Westminster School en vervolgens aan het Trinity College van de Universiteit van Cambridge. Hier behaalde hij zijn BA en MA respectievelijk in 1639 en 1643. in 1640 werd hij 'fellow' aan de universiteit.
Abraham Cowley, opgegroeid met werken als The Faerie Queene van Edmund Spenser, begon al op tienjarige leeftijd te schrijven en hij deed dat zeer verdienstelijk. Toen hij 15 jaar oud was, in 1633, werden drie lange gedichten en enkele korte gebundeld en gepubliceerd onder de titel Poetical Blossoms, opgedragen aan het hoofd van de school. Het jaar daarop schreef hij het pastorale drama Love's Riddle, dat in 1638 in druk verscheen, samen met de in het Latijn geschreven komedie Naufragium Ioculare.
Tijdens de Engelse Burgeroorlog onthief de parlementaire partij hem als royalist van zijn functie aan de universiteit, zoals ook Richard Crashaw overkwam. Hij had deze inmiddels al verlaten en zich aangesloten bij de koning, Karel I, in Oxford. In 1644 vertrok hij met koningin Henriëtta Maria als secretaris naar Frankrijk. In 1647 verscheen zijn eerste bundel gedichten onder de titel The Mistress: or, Several Copies of Love Verses.
Toen Cowley na tien jaar in Frankrijk terugkeerde naar Engeland werd hij onmiddellijk gevangengezet. Na zijn vrijlating leek hij zich te onderwerpen aan het regime van Oliver Cromwell, mogelijk als maskering voor zijn royalistische activiteiten. Hij ging een studie medicijnen volgen en studeerde af in 1657. Een verzameling werken verscheen in 1656, waaronder het al eerder uitgegeven The Mistress, naast Miscellanies, Pindarique Odes en vier delen van Davideis, over het leven van de Bijbelse Koning David. Inmiddels was Cowley een veelgelezen en -geprezen schrijver geworden.
Na het herstel van het koningschap onder Karel II in 1660 kreeg hij zijn functie aan de universiteit terug en ontving hij een schenking in de vorm van land van Henrietta Maria. Ter gelegenheid van de Restauratie schreef hij Ode upon the Blessed Restoration en in 1661 A Discourse by Way of Vision Concerning the Government of Oliver Cromwell en Proposition for the Advancement of Experimental Philosophy. Daarna trok hij zich terug in Chertsey, waar hij zich bezighield met botanie en het schrijven van essays.
Abraham Cowley had tijdens zijn leven een dusdanig grote reputatie opgebouwd dat hij in Westminster Abbey werd begraven naast grootheden als Geoffrey Chaucer en Edmund Spenser. Ben Jonson beschreef hem als eerste van een serie schrijvers in zijn The Lives of the Poets. Zijn roem vervloog echter al spoedig na zijn dood en, afgezien van zijn essays, werd hij niet of nauwelijks meer gelezen. Een jaar na zijn overlijden verscheen zijn verzameld werk, inclusief zijn essays.